# Gliganu de Jos
Gliganu de Jos – wieś w Rumunii, w okręgu Ardżesz, w gminie Rociu. W 2011 roku liczyła 495 mieszkańców.